# Pontailler-sur-Saône
Pontailler-sur-Saône ist eine französische Gemeinde mit 1285 Einwohnern (Stand 1. Januar 2022) im Département Côte-d’Or in der Region Bourgogne-Franche-Comté. Sie gehört zum Arrondissement Dijon und ist Hauptort des Kantons Auxonne.
Umgeben wird die Gemeinde von Maxilly-sur-Saône im Norden, von Perrigny-sur-l’Ognon im Osten sowie von Vonges und Lamarche-sur-Saône im Süden.

## Bevölkerungsentwicklung
| Jahr                       | 1962 | 1968 | 1975 | 1982 | 1990 | 1999 | 2012 | 2019 |
| Einwohner                  | 1118 | 1119 | 1310 | 1370 | 1318 | 1346 | 1251 | 1301 |
| Quellen: Cassini und INSEE |      |      |      |      |      |      |      |      |